# Teatro Malibran
Il Teatro Malibran è un teatro veneziano. È noto soprattutto per la sua importanza in ambito operistico che ebbe tra il XVII e il XVIII secolo, quando portava il nome di Teatro San Giovanni Grisostomo.

## Storia
Fu progettato da Tommaso Bezzi per volere dei fratelli Vincenzo e Giovanni Carlo Grimani; venne costruito al posto della residenza del noto viaggiatore Marco Polo, distrutta ed abbattuta a seguito di un violento incendio verificatosi nel 1597 e fu inaugurato durante il carnevale del 1678 col Vespasiano di Carlo Pallavicino. Diventò subito il principale, il più lussuoso e il più stravagante palcoscenico veneziano. Venivano allestite opere sontuose e si esibivano cantanti di alto livello, come Margherita Durastanti, la quale fu la prima donna tra il 1709 e il 1712. Durante il suo periodo d'oro furono attivi presso questo teatro grandi compositori, come Carlo Francesco Pollarolo, Alessandro Scarlatti e Georg Friedrich Händel.
Dagli anni '30 del settecento per il San Giovanni Grisostomo iniziò un lento e inesorabile declino, tuttavia riuscì fino alla metà del settecento a tenere testa a tutti i teatri veneziani. Nel 1737, quando Carlo Goldoni fu posto alla direzione del palcoscenico veneziano, iniziarono ad essere rappresentati anche lavori in prosa (tra questi molti erano sue commedie). Successivamente, a causa della sua notevole grandezza la famiglia Grimani decise nel 1755 di aprire un teatro più piccolo, il San Benedetto. L'apertura di questo nuovo palcoscenico provocò la fine dell'egemonia del San Giovanni che, una volta passato in secondo piano, vide diminuire pian piano il repertorio operistico rappresentatovi.
A seguito dell'occupazione francese di Venezia fu fra i pochi teatri veneziani a non dover essere chiuso. Nel 1819 fu venduto alla famiglia di Giovanni Gallo, la quale nel 1834 lo fece restaurare, ribattezzandolo una prima volta Teatro Emeronittio (in quanto aperto sia di giorno che di notte) e poi una seconda volta, nel 1835, Teatro Malibran, in segno di gratitudine verso Maria Malibran, la grande cantante che l'8 aprile di quell'anno, in quel teatro, aveva interpretato La sonnambula rinunciando al suo compenso.
Nel 1849, col ritorno degli austriaci a Venezia dopo la famosa resistenza della città lagunare durata quasi un anno e mezzo, tutti i maggiori teatri del Veneto chiusero per protesta, tranne il Malibran.

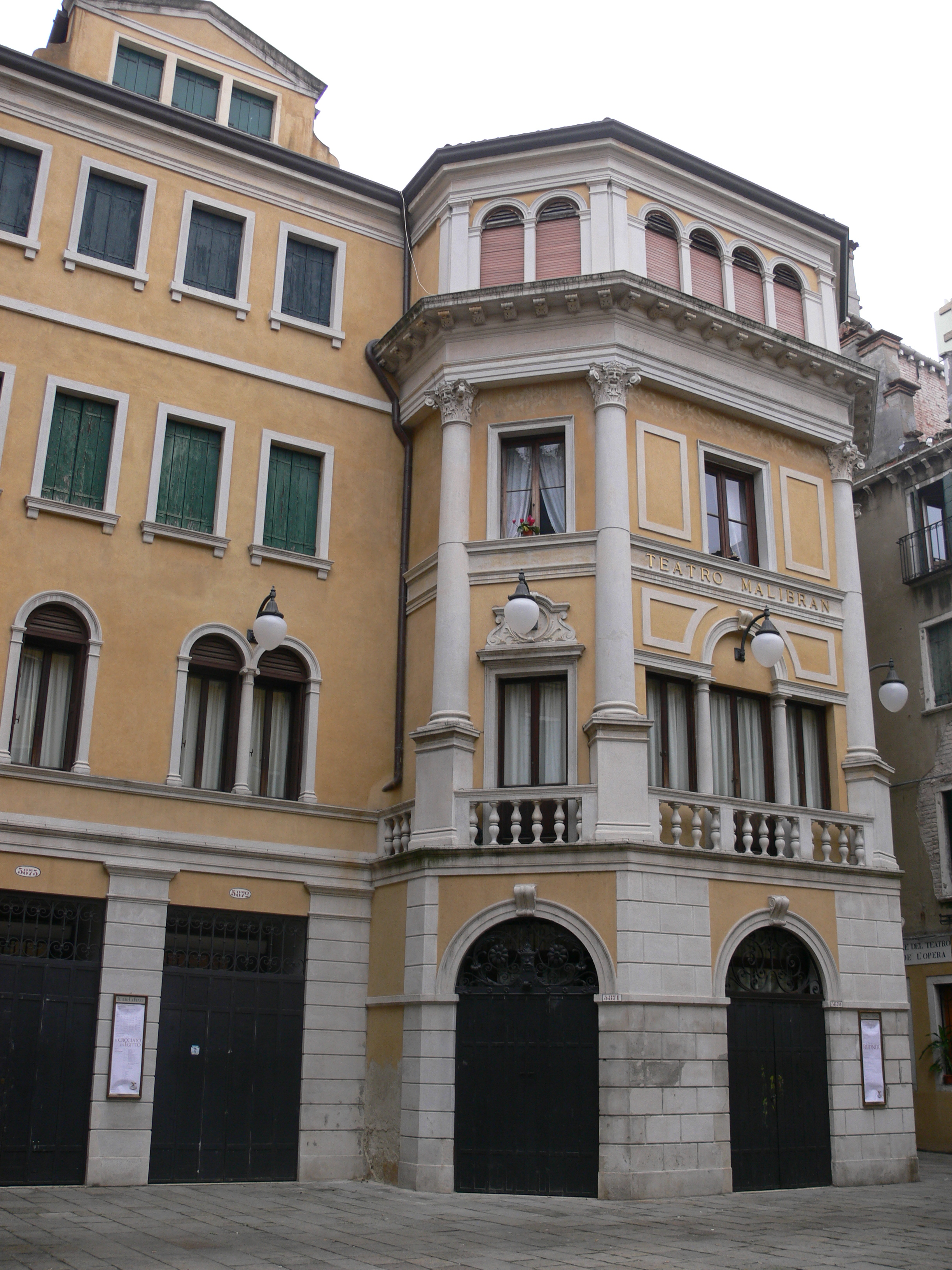
La facciata attuale del teatro

Dopo essere passato nuovamente di mano nel 1886, fu riaperto nel 1913, ma dopo una stagione lirica fu nuovamente chiuso a causa d'alcuni problemi di sicurezza. Fu riaperto per l'ennesima volta nel 1919 e per tutta quasi tutta la prima metà del secolo fu sempre attivo nella rappresentazione di opere, operette, nonché spettacoli cinematografici. Nel 1992 il Comune di Venezia acquistò il teatro dai  Baldissera che l’avevano gestito nel dopoguerra assieme al teatro Goldoni e ai cinema Rossini e Italia;  dopo averlo restaurato e ampliato, lo rimise in attività. 
A seguito dell'incendio doloso che nel 1996 distrusse il Teatro La Fenice, l'orchestra di quest'ultimo palcoscenico passò provvisoriamente al Malibran, dove furono allestiti diversi spettacoli che rivalutarono l'antico teatro veneziano, diventato recentemente la seconda sede della Fenice (dopo la riapertura del 2001).
Notevolmente ricco di eleganti decorazioni, presentava cinque ordini di trenta palchetti e una platea vuota vasta, e la sua pianta distribuita tutta in lunghezza presentava una grandiosa struttura architettonica.

## Prime assolute (lista incompleta)
- Vespasiano di Carlo Pallavicino, 1678
- Nerone di Carlo Pallavicino, 1679
- Il ratto delle Sabine di Pietro Simone Agostini, 1680 con Giovanni Francesco Grossi
- Antioco il grande di Giovanni Legrenzi, 1681
- Creso di Giovanni Legrenzi, 1681
- Flavio Cuniberto di Gian Domenico Partenio, 1681
- Carlo re d'Italia di Carlo Pallavicino, 1682
- Flavio Cuniberto di Domenico Gabrielli, 1682
- Il re infante di Carlo Pallavicino, 1683
- Licinio imperatore di Carlo Pallavicino, 1683
- Ricimero re de' Vandali di Carlo Pallavicino, 1684
- Massimo Puppieno di Carlo Pallavicino, 1685
- Penelope la casta di Carlo Pallavicino, 1685
- Amore inamorato di Carlo Pallavicino, 1686
- Didone delirante di Carlo Pallavicino, 1686
- L'amazone corsara, ovvero L'Alvida regina de' Goti, 1686
- Elmiro re di Corinto di Carlo Pallavicino, 1686
- La Gerusalemme liberata di Carlo Pallavicino, 1687
- Carlo il Grande di Domenico Gabrielli, 1688
- Orazio di G. F. Tosi, 1688
- La pace fra Tolomeo e Seleuco di Carlo Francesco Pollarolo, 1691
- Onorio in Roma di Carlo Francesco Pollarolo, 1692
- L'Ibraim sultano di Carlo Francesco Pollarolo, 1692
- La forza della virtù di Carlo Francesco Pollarolo, 1693
- Ottone di Carlo Francesco Pollarolo, 1694
- Irene di Carlo Francesco Pollarolo, 1694
- Il pastore d'Anfriso di Carlo Francesco Pollarolo, 1695
- La Rosimonda di Carlo Francesco Pollarolo, 1695
- Ercole in cielo di Carlo Francesco Pollarolo, 1696
- Amor e dovere di Carlo Francesco Pollarolo, 1696
- Marzio Coriolano di Carlo Francesco Pollarolo, 1698
- Il Faramondo di Carlo Francesco Pollarolo, 1698
- Il repudio d'Ottavia di Carlo Francesco Pollarolo, 1699
- Lucio Vero di Carlo Francesco Pollarolo, 1699
- Il colore fa' la regina di Carlo Francesco Pollarolo, 1700
- Il delirio comune per l'incostanza dei genii di Carlo Francesco Pollarolo, 1700
- Catone Uticenze di Carlo Francesco Pollarolo, 1701
- L'odio e l'amore di Carlo Francesco Pollarolo, 1702
- Venceslao di Carlo Francesco Pollarolo, 1703
- La fortuna per dote di Carlo Francesco Pollarolo, 1704
- Il giorno di notte di Carlo Francesco Pollarolo, 1704
- Il Dafni di Carlo Francesco Pollarolo, 1705
- Filippo, re della Grecia di Carlo Francesco Pollarolo, 1706
- Flavio Bertarido, re dei Longobardi di Carlo Francesco Pollarolo, 1706
- Il selvaggio eroe di Antonio Caldara, 1707
- Alessandro in Susa di Luigi Mancia, 1708
- Sofonisba di Antonio Caldara, 1708
- Il vincitor generoso di Antonio Lotti, 1709
- Agrippina di Georg Friedrich Händel, 1709
- Ama più chi men si crede di Antonio Lotti, 1709
- Il comando non inteso et ubbidito di Antonio Lotti, 1710
- Isacio tiranno di Antonio Lotti, 1710
- Il tradimento traditor di se stesso di Antonio Lotti, 1711
- La forza del sangue, di Antonio Lotti, 1711
- L'infedeltà punita di Antonio Lotti, 1711
- Publio Cornelio Scipione di Carlo Francesco Pollarolo, 1712
- L'infedeltà punita di Carlo Francesco Pollarolo, 1712
- Spurio postumio di Carlo Francesco Pollarolo, 1712
- Porsenna di Antonio Lotti, 1713
- Irene augusta di Antonio Lotti, 1713
- Semiramide di Carlo Francesco Pollarolo, 1714
- Il germanico di Carlo Francesco Pollarolo, 1716
- Foca suberbo di Antonio Lotti, 1716
- Ariodante di Carlo Francesco Pollarolo, 1716
- Alessandro Severo di Antonio Lotti, 1717
- Eumene di Tomaso Albinoni, 1717
- Astianatte di Antonio Maria Bononcini, 1718
- Ifigenia in Tauride di Giuseppe Maria Orlandini, 1719
- Leucippo e Teonoe di Antonio Pollarolo, 1719
- Paride di Giuseppe Maria Orlandini, 1720
- Il Lamano di Michelangelo Gasparini, 1720
- Teodorico di Giovanni Porta, 1720
- Nerone di Giuseppe Maria Orlandini, 1721
- Lucio Papirio dittatore di Antonio Pollarolo, 1721
- Plautilla di Antonio Pollarolo, 1721
- Giulio Flavio Crispo di Giovanni Maria Capelli, 1722
- Romolo e Tazio di Carlo Luigi Pietragrua, 1722
- Venceslao di Giovanni Maria Capelli, Antonio Pollarolo e Giacomo Porta, 1722
- Mitridate, re di Ponto vincitor di se stesso di Giovanni Maria Capelli, 1723
- Gli equivoci d'amore e d'innocenza di Francesco Gasparini, 1723
- Ipermestra di Geminiano Giacomelli, 1724
- Il trionfo della virtù di Francesco Brusa, 1724
- Il più fedel tra gli amici di Michelangelo Gasparini, 1724
- Berenice di Giuseppe Maria Orlandini, 1725
- Siface di Nicola Porpora, 1725
- Il trionfo di Flavio Olibrio di Giacomo Porta, 1726
- Meride e Selinunte di Nicola Porpora, 1727
- Aldiso di Giacomo Porta, 1727
- Arianna e Teseo di Nicola Porpora, 1727
- Argene di Leonardo Leo, 1728
- Ezio di Nicola Porpora, 1728
- Catone in Utica di Leonardo Leo, 1729
- Semiramide riconosciuta di Nicola Porpora, 1729
- L'abbandono di Armida di Antonio Pollarolo, 1729
- Onorio di Francesco Ciampi, 1729
- Artaserse di Johann Adolf Hasse, 1730
- Idaspe di Carlo Broschi, 1730
- Massimiano di Giuseppe Maria Orlandini, 1731
- Demetrio di Johann Adolf Hasse, 1732
- L'Issipile di Giacomo Porta, 1732
- Epaminonda di Geminiano Giacomelli, 1732
- Adriano in Siria di Geminiano Giacomelli, 1733
- Merope di Geminiano Giacomelli, 1734
- La clemenza di Tito di Leonardo Leo, 1735
- Rosbale di Nicola Porpora, 1737
- Demofoonte di Gaetano Latilla, 1738
- Alessandro Severo di Andrea Bernasconi, 1738
- Viriate di Johann Adolf Hasse, 1739
- Ottone di Gennaro D'Alessandro, 1740
- Oronte re de' Sciti di Baldassarre Galuppi, 1740
- Didone abbandonata di Andrea Bernasconi, 1741
- Tigrane di Giuseppe Arena, 1741
- Merope di Niccolò Jommelli, 1741
- Statira di Nicola Porpora, 1742
- Il Bajazet di Andrea Bernasconi, 1742
- Semiramide di Niccolò Jommelli, 1742
- La ninfa Apollo di Andrea Bernasconi, 1743
- Arsace di Baldassarre Galuppi, 1743
- Siroe re di Persia di Gennaro Manna, 1743
- Meride e Selinunte di Pietro Chiarini, 1743-4
- Ipermestra di Christoph Willibald Gluck, 1744
- Semiramide riconosciuta di Johann Adolf Hasse, 1744
- Antigono di Andrea Bernasconi, 1745
- Sofonisba di Niccolò Jommelli, 1745
- Artaserse di Girolamo Abosa, 1746
- Tito Manlio (2^ versione) di Niccolò Jommelli, 1746
- Evergete di Lorenzo Gibelli, 1748
- Ciro riconosciuto (2^ versione) di Niccolò Jommelli, 1749
- Siroe di Gioacchino Cocchi, 1750
- Artaserse di Antonio Gaetano Pampani, 1750
- Didone abbandonata di Gennaro Manna, 1751
- Le nozze di Paride di Baldassarre Galuppi, 1756
- Cajo Mario di Baldassarre Galuppi, 1764
- Notte si fausta di Ferdinando Bertoni, 1764
- Achille in Sciro di Florian Leopold Gassmann, 1766
- Il finto pazzo per amore di Michele Mortellari, 1779
- L'arrivo del burchiello da Padova a Venezia di Luigi Caruso, 1780
- Il geloso corretto di Francesco Gnecco, 1803
- Il finto fratello di Francesco Gnecco, 1803
- La prima prova dell'opera Gli Orazi e Curiazi di Francesco Gnecco, 1803
- Irene e Fliandro di Luigi Antonio Calegari, 1808
- Maruzza di Pietro Floridia, 1894